# ریوا استین کمپ
ریوا ربکا استین کمپ (به انگلیسی: Reeva Rebecca Steenkamp)، (زاده ۱۹ اوت ۱۹۸۳) مانکن نامدار آفریقای جنوبی ای بود

## درگذشت
وی در صبح روز پنجشنبه ۱۴ فوریه ۲۰۱۳ (روز ولنتاین) در خانه اسکار پیستوریوس، دونده نامدار و قهرمان پارالمپیک آفریقای جنوبی ای، واقع در شهرکی در حاشیه پرتوریا پایتخت آفریقای جنوبی، به ضرب گلوله کشته شد. چند گلوله به سر و بالاتنه اش اصابت کرده بود. او در زمان مرگ، یک سال بود که دوست دختر اسکار پیستوریوس می‌بوده بود. او که دانش‌آموخته حقوق بود، پس از حضور در یک برنامه تلویزیونی، به یکی از درخشانترین ستاره‌های آفریقای جنوبی، در زمان خود بدل گردید.
بنابه‌برخی منابع اسکار پیستوریوس در روز ولنتاین، به خانه ریوا می‌رود و در حالی که او در دستشویی بود او را با ۴ گلوله به قتل می‌رساند. ساعت ۴ صبح اسکار پیستوریوس لحظاتی بعد از شلیک گلوله به سمت نامزدش به «جاستین دیواریس» دوست صمیمیش زنگ می‌زند، «جاستین دیواریس» دوست صمیمی اسکار پیستوریوس که به گفته خودش زمینه آشنایی پیستوریوس با نامزدش را فراهم کرده بود، اولین کسی بود که پیستوریوس قبل از زنگ زدن به اورژانس به او زنگ زد. جاستین دیواریس گفته‌است، خیلی ناراحت‌کننده بود. اسکار ساعت ۵۵/۳ صبح به من زنگ زد و گفت که ریوا تیر خورده. به او گفتم چی داری می گی؟ و او جواب داد که اتفاق وحشتناکی افتاده، من به ریوا شلیک کردم. به‌گفتهٔ «جاستین دیواریس» دوست صمیمی اسکار پیستوریوس، او خودش را سریعاً به خانه مجلل پیستوریوس رسانده و دیده که او حدود یک ساعت در پارکینگ خانه مشغول گریه کردن بوده، شاهدان‌وحشت‌زدهٔ این اتفاق، از این گفته‌اند که چگونه صدای نفسهای آخر ریوا را که در دستان پیستوریوس قرار داشته شنیده‌اند. در بیانیه‌ای که توسط وکیل اسکار پیستوریوس در دادگاه خوانده شد، گفته‌شد که وی دوست دخترش را تصادفاً کشته است؛ ولی دادستان معتقدبود قتل عمد صورت گرفته است، چون پیستوریوس چهار بار شلیک کرده است، و هیچ دلیلی برای اینکه دزد به دستشویی برود و در را قفل کند وجود ندارد. در نهایت اسکار پیستوریوس از اتهام «قتل عمد» تبرئه شد، قاضی دادگاه اسکار پیستوریوس، قهرمان المپیک، اعلام کرد او عامداً مرتکب قتل دوست دخترش نشده است.